# Artūras Vieta
Artūras Vieta –en ruso, Артурас Вета– (Šiauliai, URSS, 30 de mayo de 1961) es un deportista lituano que compitió para la Unión Soviética en piragüismo en la modalidad de aguas tranquilas. Ganó diez medallas en el Campeonato Mundial de Piragüismo entre los años 1983 y 1990.

## Palmarés internacional
| Representando a la URSS |                     |                   |             |
| Campeonato Mundial      |                     |                   |             |
| Año                     | Lugar               | Medalla           | Evento      |
| 1983                    | Tampere (Finlandia) | Medalla de plata  | K1 1000 m   |
| 1983                    | Tampere (Finlandia) | Medalla de plata  | K4 500 m    |
| 1983                    | Tampere (Finlandia) | Medalla de bronce | K4 1000 m   |
| 1985                    | Malinas (Bélgica)   | Medalla de plata  | K4 1000 m   |
| 1987                    | Duisburgo (RFA)     | Medalla de oro    | K4 500 m    |
| 1987                    | Duisburgo (RFA)     | Medalla de bronce | K4 1000 m   |
| 1989                    | Plovdiv (Bulgaria)  | Medalla de oro    | K4 10 000 m |
| 1989                    | Plovdiv (Bulgaria)  | Medalla de plata  | K2 1000 m   |
| 1990                    | Poznań (Polonia)    | Medalla de oro    | K4 10 000 m |
| 1990                    | Poznań (Polonia)    | Medalla de plata  | K2 1000 m   |